# Phrixgnathus pirongiaensis
Phrixgnathus pirongiaensis är en snäckart som först beskrevs av Suter 1894.  Phrixgnathus pirongiaensis ingår i släktet Phrixgnathus och familjen punktsnäckor. Inga underarter finns listade i Catalogue of Life.